# Bid-ask spread
De bid-ask spread of bid-offer spread is het verschil tussen de bied- en laatprijs van financiële producten zoals aandelen of opties op de effectenbeurs.
Als iemand de laatprijs (de "ask" of het "offer") wil betalen dan komt er een transactie tot stand. Als iemand anders de biedprijs (de "bid" of "bieding") accepteert voor wat hij wil verkopen dan komt er eveneens een transactie tot stand.
De spread komt tot stand door gelimiteerde koop- en verkooporders van verschillende partijen. Market makers en andere professionele marktpartijen geven bied- én laatprijzen af om een markt te creëren. De bied- en laatprijs van één marktpartij wordt een quote genoemd.
De spread is gerelateerd aan liquiditeit in de markt. Een liquide markt kent een lage bid-ask spread. In een weinig liquide markt met een hoge bid-ask spread is het limiteren van een order extra van belang.
De bid-ask spread betekent extra kosten voor de belegger die koopt of verkoopt. De spread (of een deel daarvan) is als transactiekosten in de koers verwerkt. Hoe kleiner de spread is, het verschil tussen bied- en laatprijs, des te voordeliger dat is voor beleggers. In een veiling (opening/tussentijds/slot) worden deze kosten vermeden. 
De effecten waarop de spread betrekking heeft kunnen aandelen zijn, maar bijvoorbeeld ook opties of turbo's.
De bid-ask spread kan tot stand komen door prijzen van verschillende partijen. Zo kan de bieding (bid) van de één vooraan liggen, en het offer (ask) van de ander. De bid-ask spread heeft alleen betrekking op de prijzen die vooraan in de markt liggen, dat wil zeggen het krapst zijn.
Als er geen professionele (geautomatiseerde) quotes in de markt liggen van de market maker of liquiditeitsverschaffer dan vormen de beste andere orders de bid-ask spread. Die kan dan buitengewoon wijd zijn.

## Handel in valuta
Bij de handel in valuta hanteren de banken een inkoopkoers en een verkoopkoers. De bid-ask spread is het verschil tussen de koersen van inkoop en verkoop. Voor bankbiljetten is deze spread veel groter dan voor giraal geld.

## Trivia
- Ook binnen de spread zijn vaak nog transacties mogelijk door "onzichtbare" orders, nl. combinatieorders. Een order die binnen de spread wordt geplaatst, wordt soms onmiddellijk opgepikt door een combinatieorder die op uitvoering ligt te wachten.
- Tot 2001 was op Amerikaanse beurzen de spread minimaal 12,5 dollarcent (1/8 dollar, een Spaanse real); met de overgang naar een decimale notering werd dit 1 dollarcent.